# Йоган-Георг Корб
Корб Йоган-Георг (бл. 1670 — бл. 1741) — австрійський дипломат посольства германського імператора Леопольда I Габсбурга в Москві (1698–99). 1700 видав у Відні книгу «Diarium itineris in Moscoviam Perillustris» («Щоденник подорожі до Московії»). У ній є, зокрема, цікаві відомості про українське козацтво й перебіг воєнних дій на українських землях, є кілька гравюр, на яких зображені сцени штурму запорожцями турецьких фортець Північного Причорномор'я. На думку Корба, козаки є «важливою підмогою для царських сил. Московити схиляють їх на свій бік щорічними подарунками, а найщедрішими обіцянками намагаються втримати від того, щоб вони не перейшли на бік поляків… Цей народ (козаки) сильний і перевищує московитів і військовим умінням, і хоробрістю».